# Statue de Bismarck (Bad Kissingen)

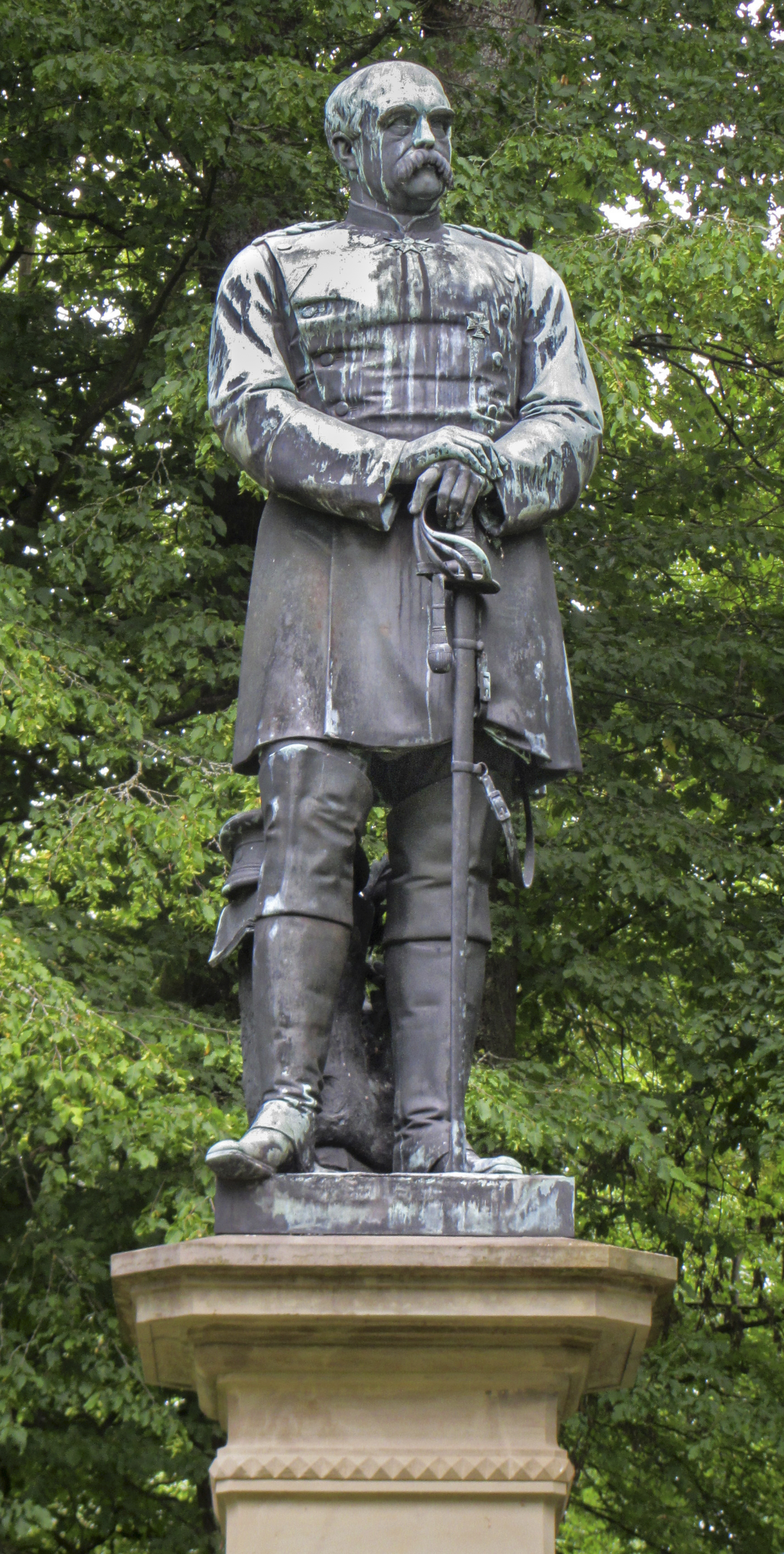
Statue de Bismarck.

La statue de Bismarck est une statue de bronze représentant le chancelier Otto von Bismarck (1815-1898)) en pied, située à Bad Kissingen dans le quartier de Hausen. Il s'agit de la première statue érigée en l'honneur de l'unificateur de l'Empire allemand. Celui-ci a visité quatorze fois Bad Kissingen dans sa vie pour prendre les eaux, entre 1876 et 1893. Cette statue a été érigée en 1877. 

## Histoire
En 1877, le comité pour l'érection d'une statue au chancelier d'Allemagne le prince Bismarck à Kissingen (Comité für die Aufstellung einer Statue des deutschen Reichskanzlers Fürst Bismarck in Kissingen), fondé en 1875, commande au sculpteur Heinrich Manger un monument dans ce but, Manger ayant déjà proposé en 1875 une statue du chancelier réalisée pour l'exposition universelle de Philadelphie de 1876, mais dont la commande n'avait pas abouti. L'érection d'une statue pour une personne vivante devait être approuvée par le roi de Bavière. Le roi Louis II donne sa permission ordonnant que la statue ne soit pas placée à l'endroit où le chancelier avait subi une tentative d'assassinat en 1874, mais plutôt près des Untere Saline (Salines basses), dans un parc au bord de la Saale franconienne, où il avait l'habitude de se reposer pendant ses cures. La plus grande partie de la somme pour financer le monument (7 800 marks) est couverte par des contributions auprès des curistes.
L'inauguration de la statue a lieu le dimanche 29 avril 1877 à dix heures du matin telle que relatée par le journal local, la Saale-Zeitung. Le chancelier Bismarck exprime sa gratitude dans un télégramme envoyé pendant le banquet organisé à l'Englischer Hof, au cours duquel le maître d'œuvres, Manger, le conseiller privé, le Dr Stöhr et le bourgmestre, le Dr Full prononcent des discours honorant l'empereur Guillaume Ier. Cependant, il est probable que Bismarck n'ait jamais vu cette statue, car comme il l'a déclaré dans un discours du 28 novembre 1881, il aurait été trop embarrassé de passer devant sa propre statue, et que cela l'aurait dérangé de « se tenir devant lui-même comme un fossile. »
Cette statue qui a servi de modèle à celle de Cologne a dû être galvanisée avec une couche de bronze pour des questions de durabilité, juste avant le centième anniversaire de Bismarck en 1915. Cela a été effectué par la Württembergische Metallwarenfabrik de Geislingen an der Steige.

## Bibliothèque
- (de) Denis A. Chevalley, Stefan Gerlach: Denkmäler in Bayern - Stadt Bad Kissingen, Edition Lipp (1998).  (ISBN 3-87490-577-2)
- (de) Werner Eberth: Bismarck und Bad Kissingen. Theresienbrunnen-Verlag, Bad Kissingen, 1998
- (de) Sieglinde Seele: Lexikon der Bismarck-Denkmäler. Michael Imhof, Petersberg, 2005,  (ISBN 3-86568-019-4).
- (de) Werner Eberth: Beiträge zur Geschichte von Hausen und Kleinbrach, Vol. 2. Theresienbrunnen-Verlag, Bad Kissingen, 2010